# Узун-кюй
Узун-кюй (баш. оҙон көй, тат. озын көй, борынгы көй, от озын, оҙон — долгий, протяжный и көй — напев, мелодия) — жанр башкирской и татарской народной музыки, мелодический стиль (долгая протяжная песня).

## История
Жанр песенной протяжной лирики узун-кюй — одно из уникальных явлений устно-профессионального творчества в культуре двух близких друг другу народов: татарского и башкирского. Несмотря на наличие сходных черт (импровизационность распева, сольная традиция исполнения, многообразие вариантов в интерпретации и т. д.), этот жанр у башкир и татар формировался в разных социально-исторических условиях.
Жанр узун-кюй в башкирской музыке появился в результате совершенствования стиля профессиональных плакальщиков. Развитию стиля также способствовало проведение состязаний башкирских певцов и кураистов на йыйынах. Именно курай повлиял на формирование узун-кюй башкир, что выразилось в широком диапазоне напевов (как «вокальной» формы инструментального «передувания»), в ладозвукорядном строе песен, в размашистых, резких интонационных скачках, в «мелизматических пробегах» инструментального характера. Узун-кюй у башкир — это своеобразный синтезирующий стиль мелоса, характеризуемый взаимопроникновением вокального и инструментального (курай) начал.
Узун-кюй казанских татар развился под влиянием восточной вокальной мусульманской монодии, отличающейся текучестью, плавностью и непрерывным мелодическим развитием с чисто вокальной мелизматикой. В отличие от башкирских узун-кюй, интонационные ходы на большие интервалы (децима, ундецима), здесь «скрыты», «завуалированы» благодаря орнаментированным распевам, выполняющих функцию «соединительного моста» между слоговыми фонемами.
Первые записи песен в стиле узун-кюй осуществлены Н. Ф. Катановым в 1893 году. Первые образцы опубликованы С. Г. Рыбаковым в книге «Музыка и песни уральских мусульман с очерком их быта», (СПб., 1897).

## Характеристика жанра
Узун-кюй в основном исполняют высокие голоса у мужчин это тенор, (реже баритон) у женщин сопрано (реже меццо-сопрано). Это связано с тем, что высоким, легким и подвижным голосам легче справиться со сложнейшими мелодическими фигурациями в исполнении сложного орнамента протяжных напевов.
Особенностью узун-кюй является интонационная выразительность напевов с широким музыкальным диапазоном (от децимы до двух октав и выше) и общим нисходящим движением, чередование развёрнутых внутрислоговых распевов, широко распеваемых возгласов на междометия «аһай», «эһей», «лай-ләй», «ай-әй» и т. д.
Тексты узун-кюй написаны четверостишиями, двустишия которых состоят из 10—9 слогов и связаны с печальными событиями, произошедшими в жизни людей: утратой общинной земли вследствие колонизации («Сэзе буйы», «Шарлы урман», «Ямантау»), восстанием и его подавлением («Киҙәгәс» — «Кизэгэс», «Тафтиляу»), уходом на военную службу или фронт («Арме», «Икенсе эскадрон» — «Второй эскадрон», «Сэнгельдек йыры» — «Колыбельная», «Эскадрон»), гибелью башкирских батыров во время казахских набегов («Ғәбделвәхит» — «Габдельвахит», «Малбай»), ссылкой («Буранбай», «Шагибарак», «Шафик», «Шәрәфетдин» — «Шарафетдин», Аргужа), разлукой и гибелью влюблённых («Зюльхизя», «Мадинакай», «Салимакай», «Таштугай»), смертью («Ғәзизәкәй» — «Газизакай», «Залифакай», «Ильяс», «Камалек»).
Узун-кюй исполняются в сопровождении курая. Возможно исполнение без сопровождения a capella, а также в сопровождении гармони или баяна.
Характерным для узун-кюй является свободный распев с темповыми изменениями, частой сменой метра, разнообразием ритмического рисунка, а также с обилием мелодических распевов. Примером песен являются «Мәдинәкәй» («Мадинакай»), «Әллүки» («Аллюки»), «Сикереп төштем» («К реке прибежала»), «Агач башы» («Верхушки деревьев»), «Зиләйлүк» («Зиляйлюк»), «Озын су өсте» («Вдоль по реке») и др.

## Исполнители
Выдающиеся исполнители узун-кюй — Г. Альмухаметов, И. Шакиров, М. Баимов, Г. Сулейманова, М. Хисматуллин, А. Авзалова, Ф. Кильдиярова, Х. Бигичев, А. Султанов, З. Сунгатуллина, М. Казакбаев, И. Солтанбаев, С.Абдуллин, Р. Вагапов, М. Шаимова, Г.Хамзин, Р. Янбеков, И. Газиев и др.

## Влияние на литературу
Узун-кюй как строфическая форма были заимствованы из фольклора в авторскую поэзию и представляют собой «визитную карточку» башкирского стихосложения. По данным Б. В. Орехова, башкирская поэзия на треть состоит из строк, в которых чередуются 10 и 9 слогов и различных вариаций этой формы. Такого чередования в массовом виде не замечено ни в одной тюркской системе стихосложения за пределами поволжско-кыпчакского региона. 
Основные темы авторской поэзии на башкирском языке в форме узун-кюй — это психологический пейзаж, горный пейзаж, патриотические мотивы, метапоэтическая лирика о художественном творчестве, дальняя дорога, тяжелые переживания, любовное чувство.